# Colony (Alabama)
Colony é uma cidade  localizada no estado americano do Alabama, no Condado de Cullman.

## Demografia
Segundo o censo americano de 2000, a sua população era de 385 habitantes.
Em 2006, foi estimada uma população de 402, um aumento de 17 (4.4%).

## Geografia
De acordo com o United States Census Bureau, a localidade tem uma área de 5,8 km², sem área coberta por água.

## Localidades na vizinhança
O diagrama seguinte representa as localidades num raio de 24 km ao redor de Colony.